# Wali-ur-Rehman
Wali-ur-Rehman (Wali Ur-Rehman Mehsud) (ur. ok. 1970, zm. 29 maja 2013) – pakistański terrorysta, jeden z liderów talibańskiej organizacji Tehrik-i-Taliban Pakistan (TTP), rzecznik Baitullaha Mehsuda, późniejszego przywódcy TTP, przywódca organizacji na terenie Południowego Waziristanu.
Był uznawany za  nr 2 wśród pakistańskich Talibów i kreowany na następcę przywódcy TTP – Hakimullaha Mehsuda. Oskarżany był o serię ataków na siły koalicji w Afganistanie, w tym  o atak na bazę amerykańską w 2009 r., podczas którego zginęło siedmiu agentów CIA. Rząd USA ustanowił nagrodę 5 mln dolarów za pomoc w jego ujęciu. 
Zginął 29 maja 2013 r., w pobliżu miasta Miranshah w północno-zachodnim Pakistanie, w prowincji Północny Waziristan przy granicy z Afganistanem. Przyczyną śmierci był wybuch rakiety z drona, w wyniku którego śmierć poniosło w sumie 5 osób. Była to pierwsza tego typu operacja od czasów wyborów parlamentarnych w Pakistanie z 11 maja. O śmierci poinformowały władze Pakistanu i USA, a informację potwierdzili pakistańscy talibowie.